# ويليام دونكان باكستر
ويليام دونكان باكستر (بالإنجليزية: William Duncan Baxter)‏ هو سياسي جنوب أفريقي، ولد في 14 يونيو 1868، وتوفي في 7 يناير 1960.